# Statuaire étrusque
La statuaire étrusque, comme ses autres arts et pratiques, suit une lente évolution suivant ses périodes historiques, influencée par ses contacts commerciaux avec la Grèce antique, le Moyen-Orient, l'Égypte, et se réapproprie cet art en l'interprétant suivant sa propre culture et ses choix souvent religieux. 
Depuis l'époque villanovienne jusqu'à la romanisation, la statuaire étrusque obéit à une esthétique particulière, délaissant souvent les proportions exactes de la morphologie des êtres représentés pour une stylisation plus symbolique.

## Destinations
Les statues, qui nous sont parvenues, sont pratiquement toutes votives quelle que soit leur taille (petits bronzetti, ou statuaire monumentale comme l'Arringatore) ; elles sont pratiquement toutes dédiées à des divinités du panthéon étrusque et leurs emplacements sont liés directement aux profils de ces dieux : dans les sanctuaires ; dans les fleuves, lacs ou sources pour les divinités salutaires ; dans des fosses sacrées pour les divinités infernales.

## Matériaux
La sculpture étrusque utilise pragmatiquement la disponibilité des matériaux locaux a contrario des Romains qui transporteront sur de longues distances le marmor lunensis (marbre de Carrare) :
- la terre cuite, souvent polychrome (même si de nombreux vestiges ont perdu leurs couleurs),
- La roche locale, souvent métamorphique : nenfro, pépérin, tuf, travertin, pietra fetida.
- l'albâtre ou le marbre près de Volterra.

Le fer issu des mines de l'Île d'Elbe sera lui distribué largement dans toutes les dodécapoles car il est un des moyens de monnayage lors des échanges commerciaux.

## Représentation anthropomorphe

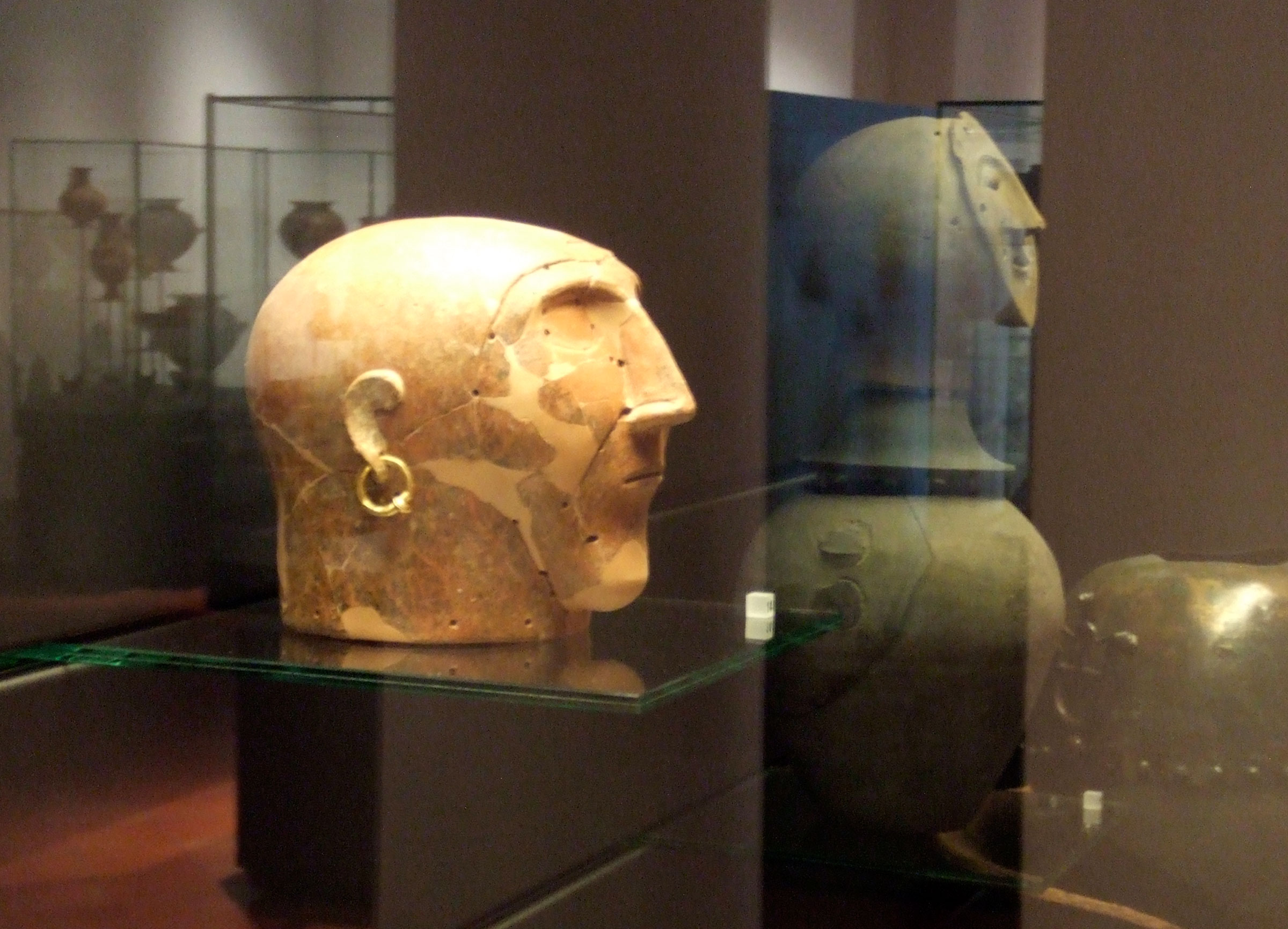
Tête de canope (Chiusi).

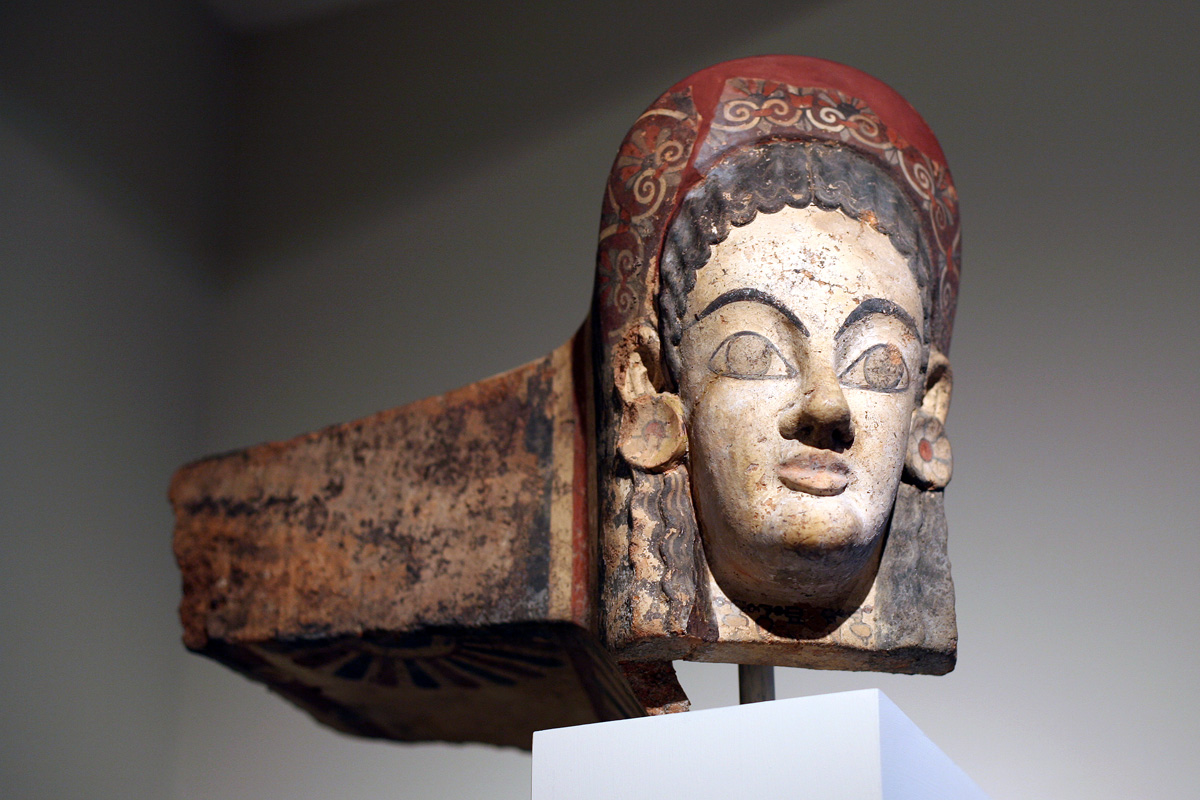
Antéfixe

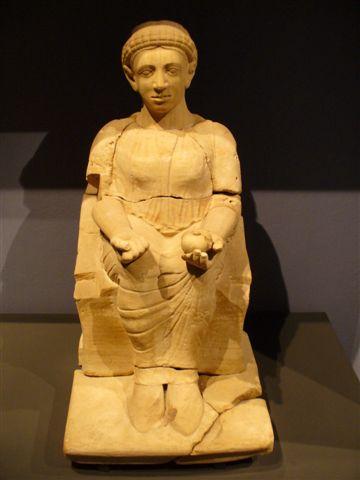
Figure d'ancêtre (Chiusi).

- Canope de Chiusi, à tête anthropomorphe permettant de différencier le défunt, homme et femme, par quelques détails presque insignifiants : trous dans les oreilles laissant supposer le port de bijou en boucle, et frange tressée discrète pour les femmes, attributs plus guerrier pour les hommes.
- Vase de bucchero à face humaine
- statuette filiforme votive (bronzetto) : Ombra della sera de Volterra ou son homologue de Pérouse
- Figure d'ancêtres dans les tombes : pose assise tenant un objet (disparu) entre leurs bras, posé sur leurs genoux
- Antéfixe et acrotère figurés des toits protégeant l'habitation et ses occupants (cowboy de Murlo, danse bacchique de Satricum...)
- Sarcophage figuré, pose semisdraiata du banquet étrusque, 
  - Seul(e)  tenant une coupe de libation funéraire ou les attributs de sa vie passée (rouleau de texte déployé ou volumen, outils de l'haruspice, livre...),
  - en couple (sarcophage des Époux)
  - Posture de l'Obeso, du magnate ostentatoire.
- Statue de tendance classique : Arringatore, en orateur ou priant, le bras tendu.

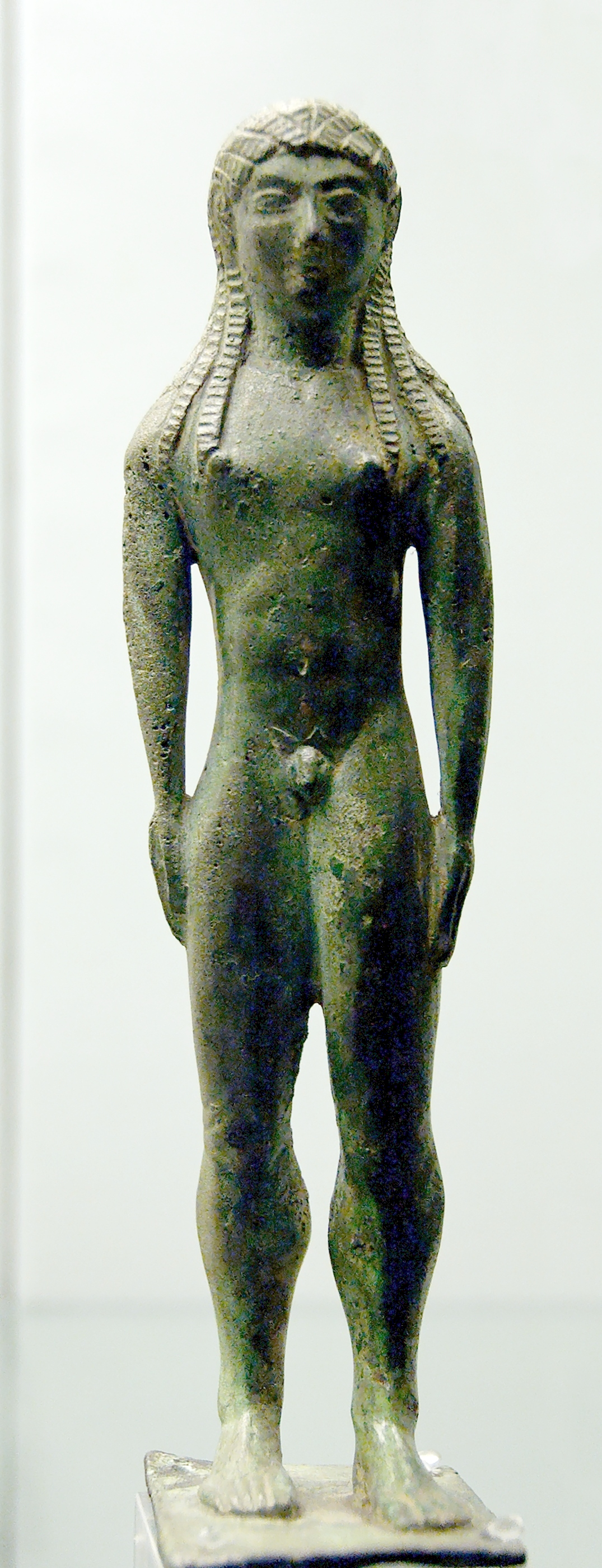
Statuette votive.
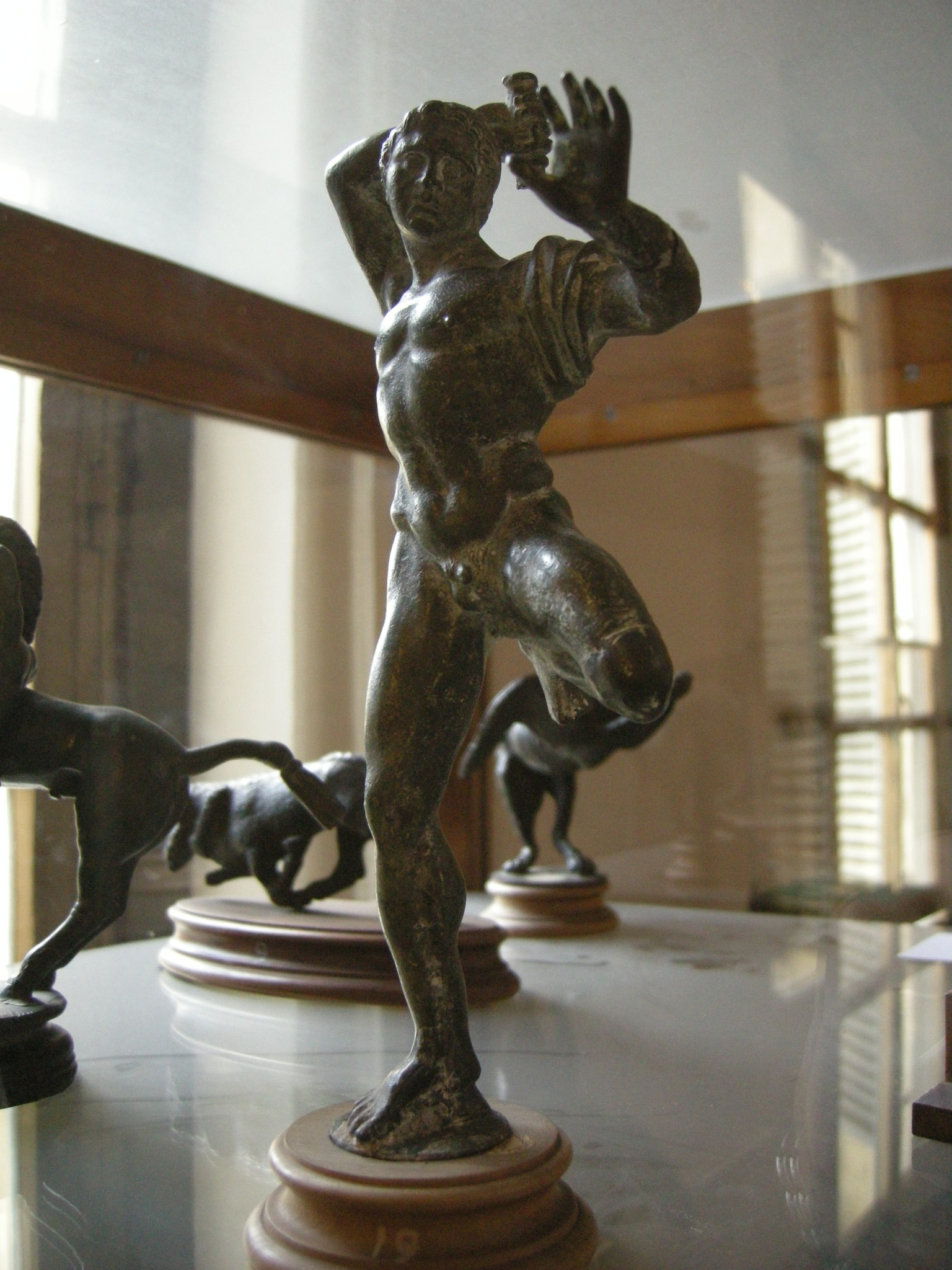
Athlète étrusque (Florence).
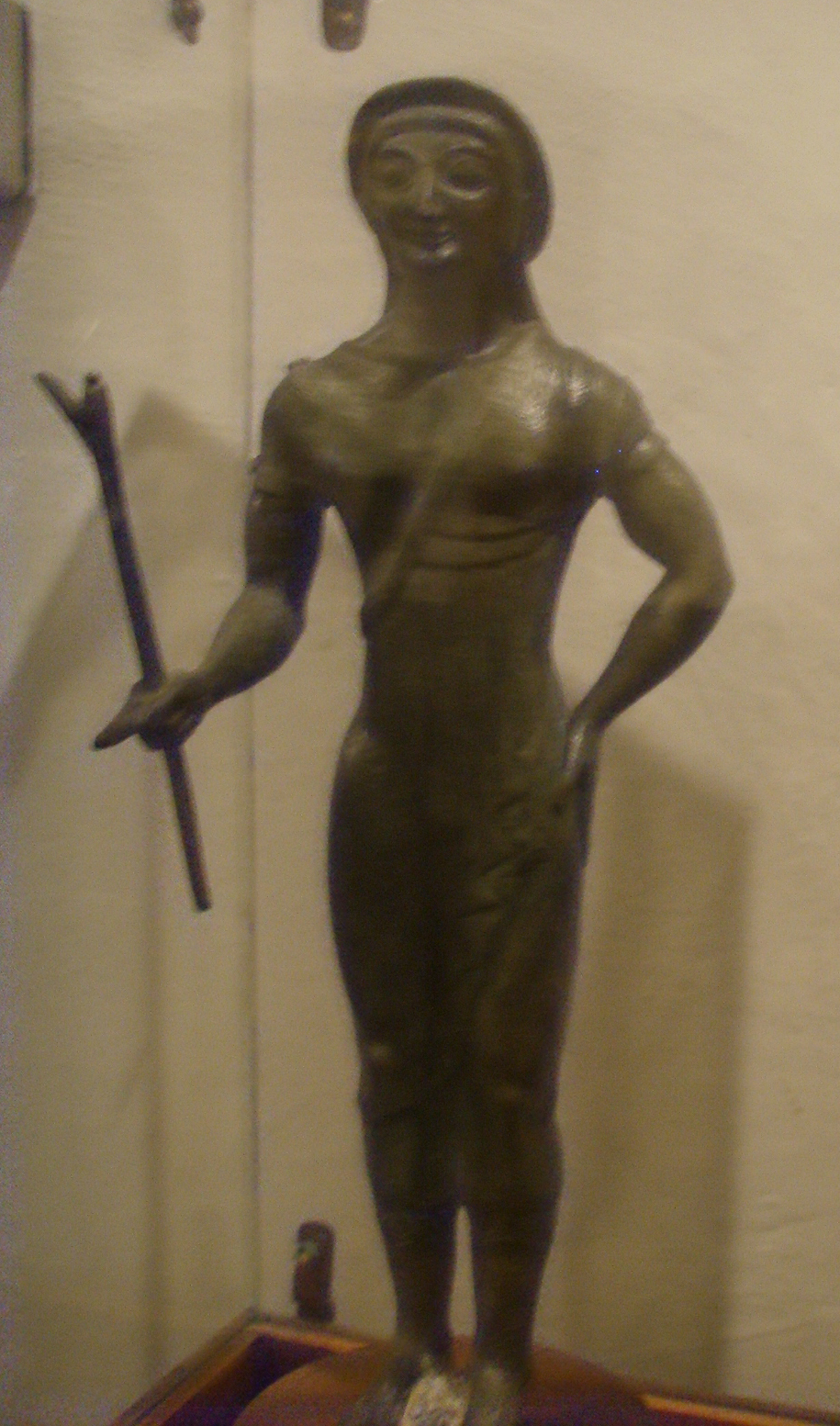
Berger (Florence).
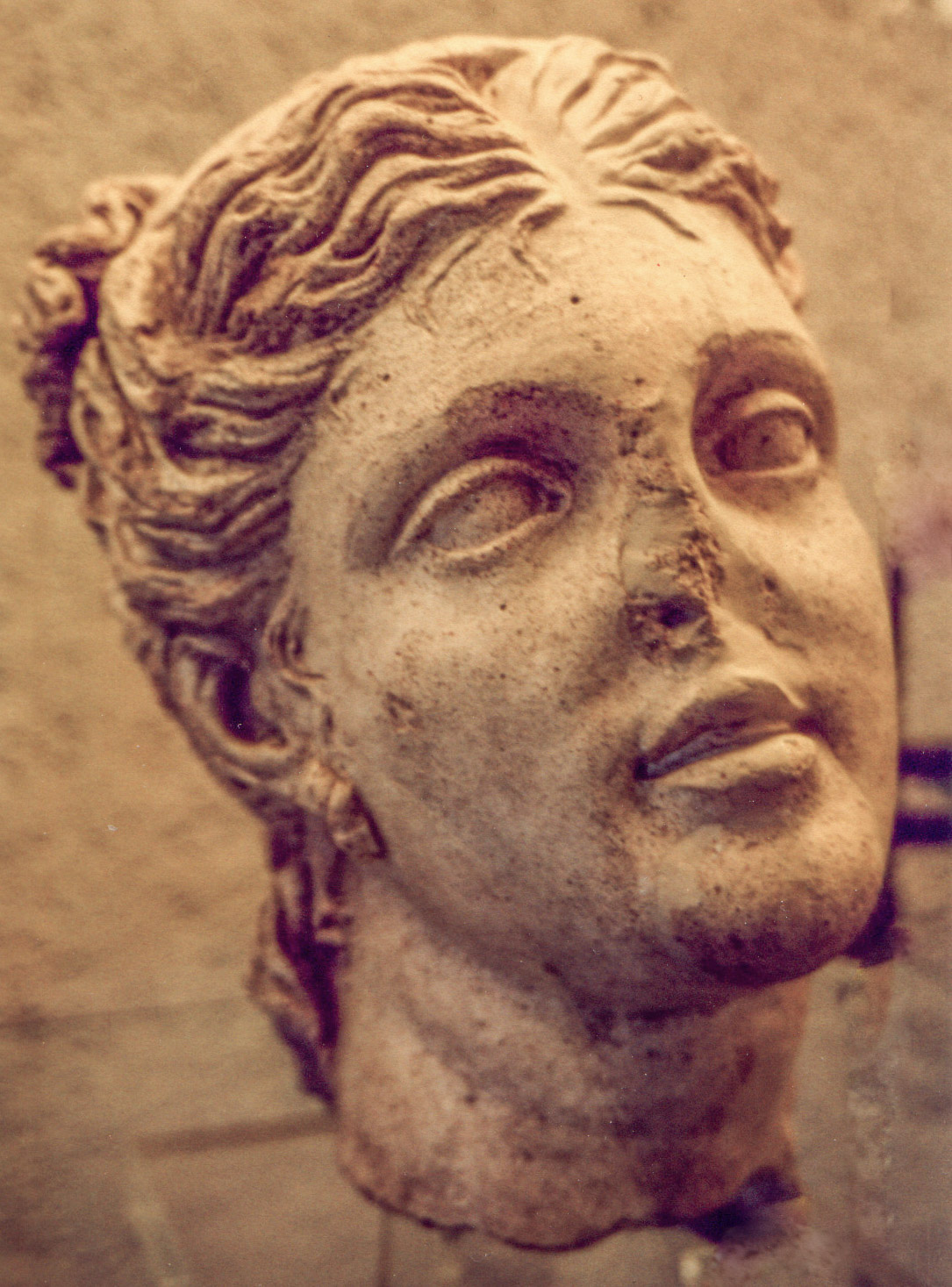
Tête de femme (Vulci).
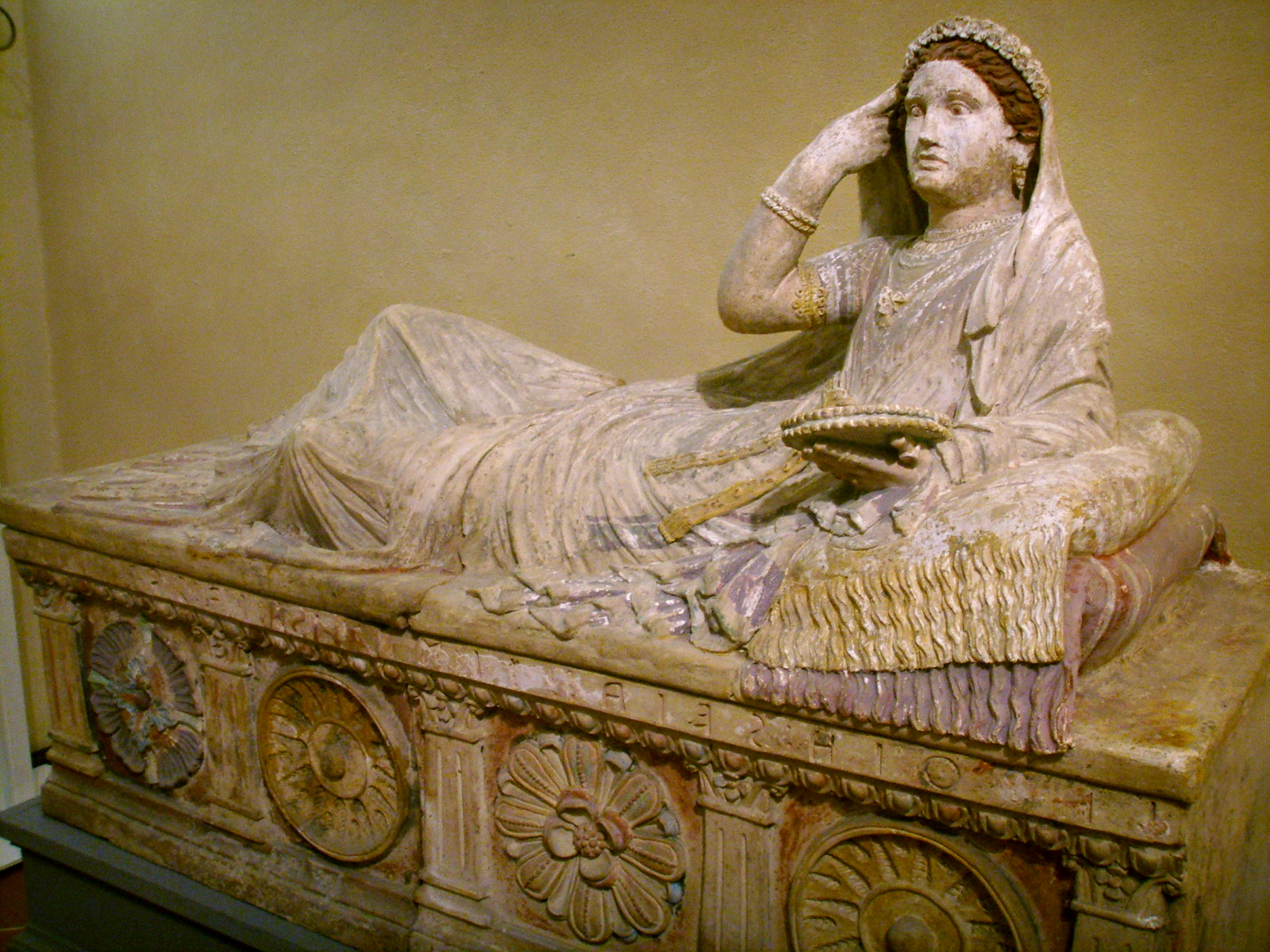
Attributs tenus (Florence)
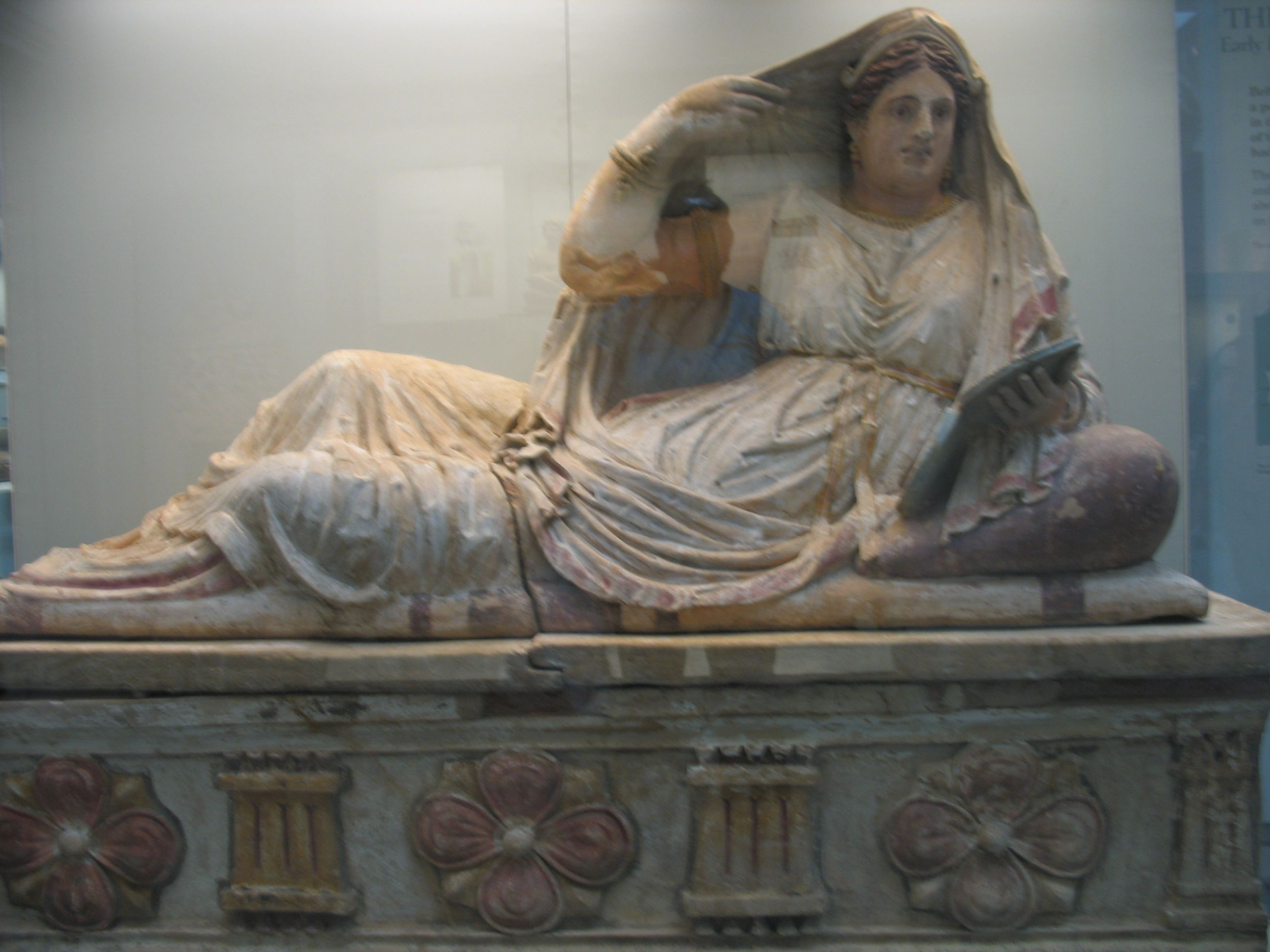
Femme étrusque dans la pose semisdraiata du banquet.
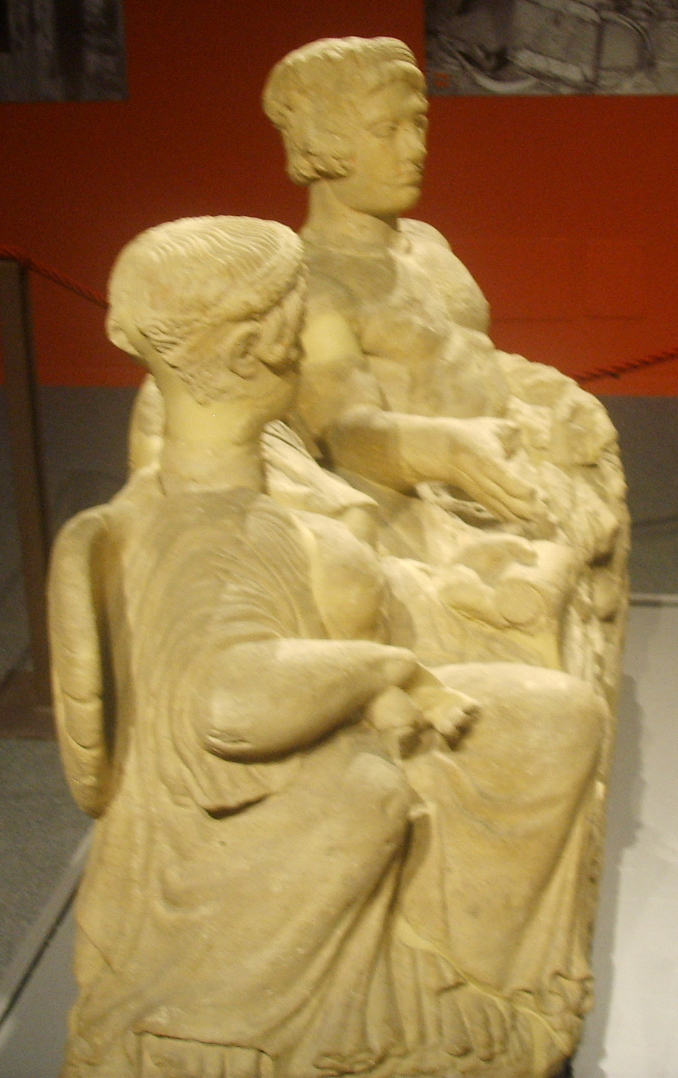
Couple (Florence)
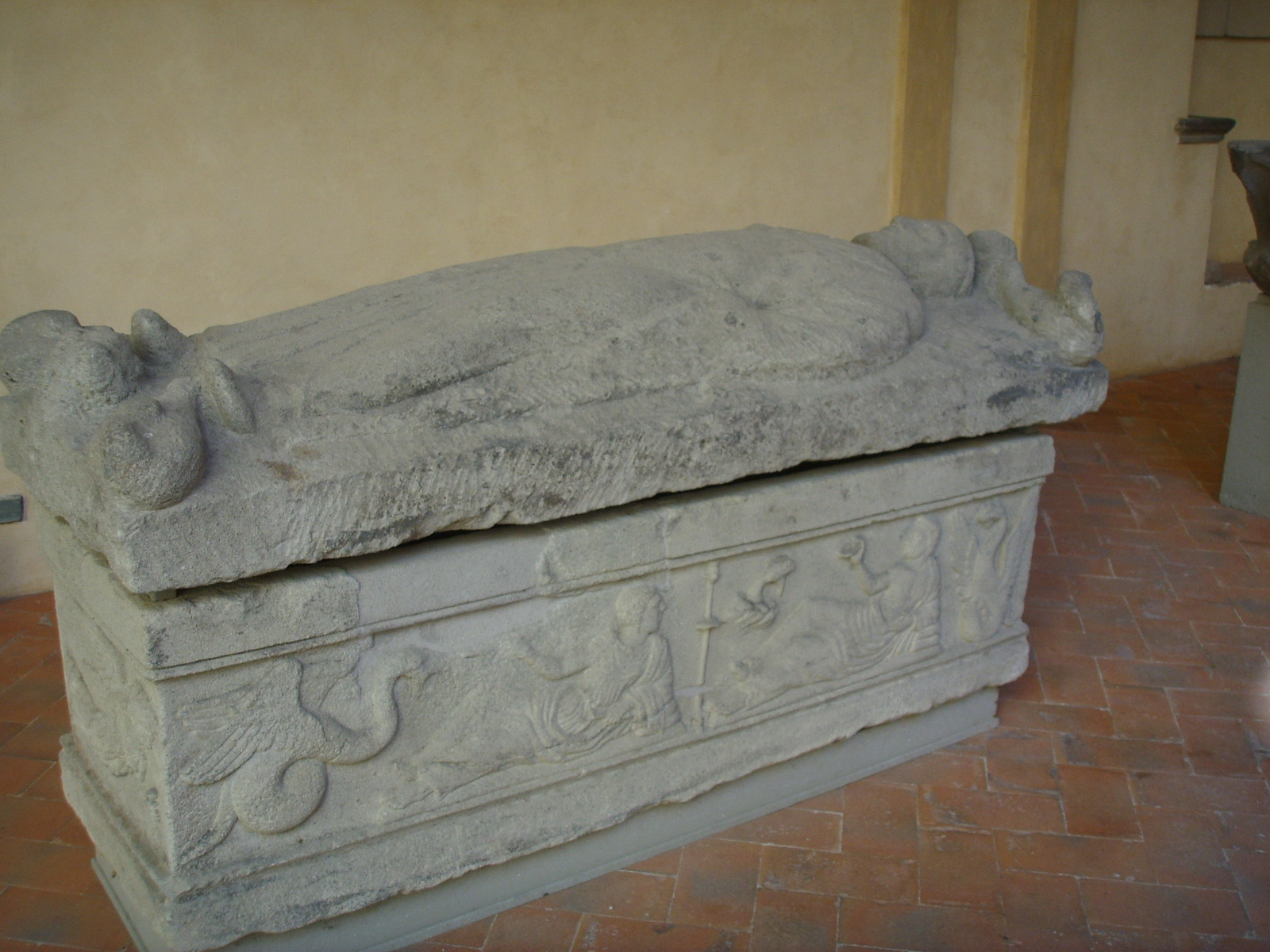
Gisant (Villa Corsini).

## Représentation animalière

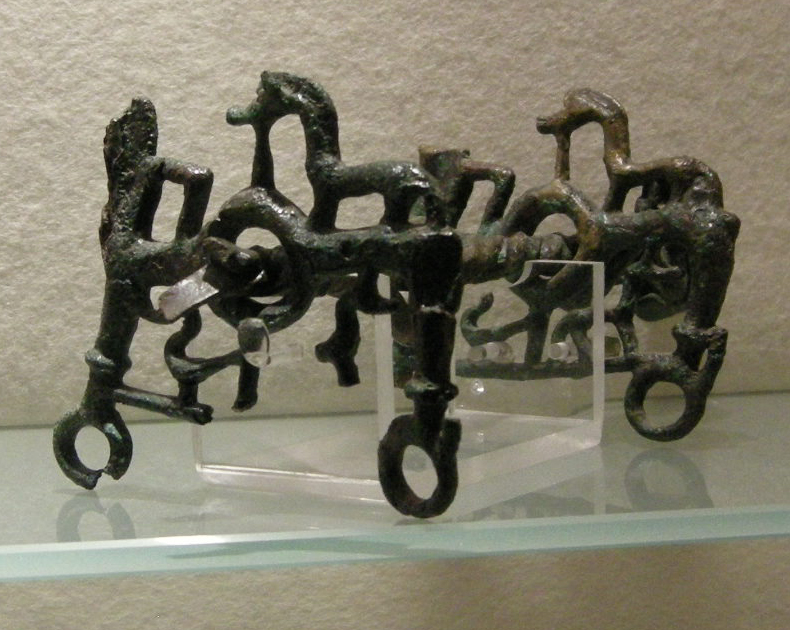
Éléments zoomorphes.

Outre les statues entières d'animaux, beaucoup d'éléments de sculptures sont zoomorphes (corps de bélier en poignées de bassin, profil de chevaux, pieds d'animaux de trépied et de sarcophage...)

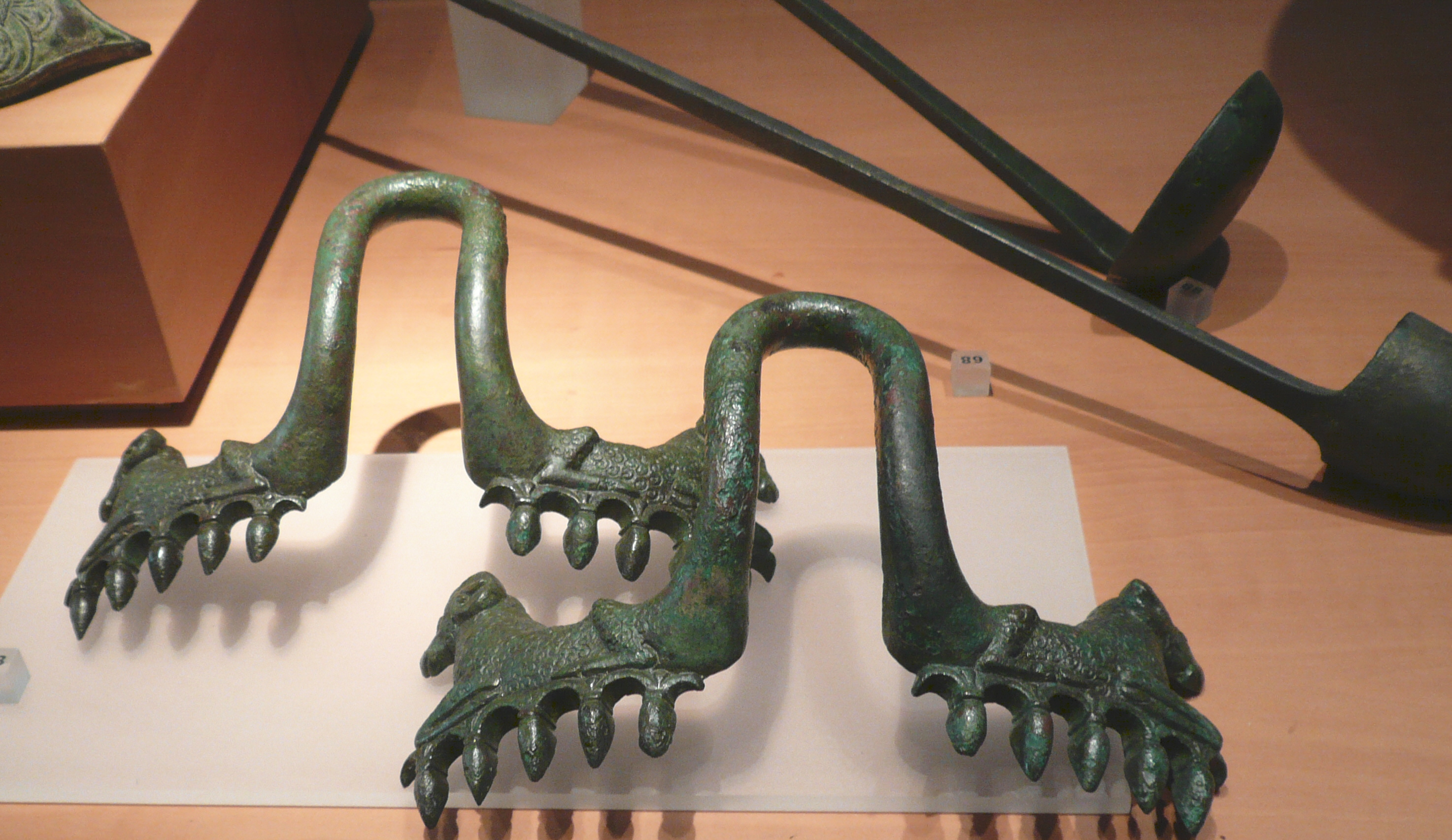
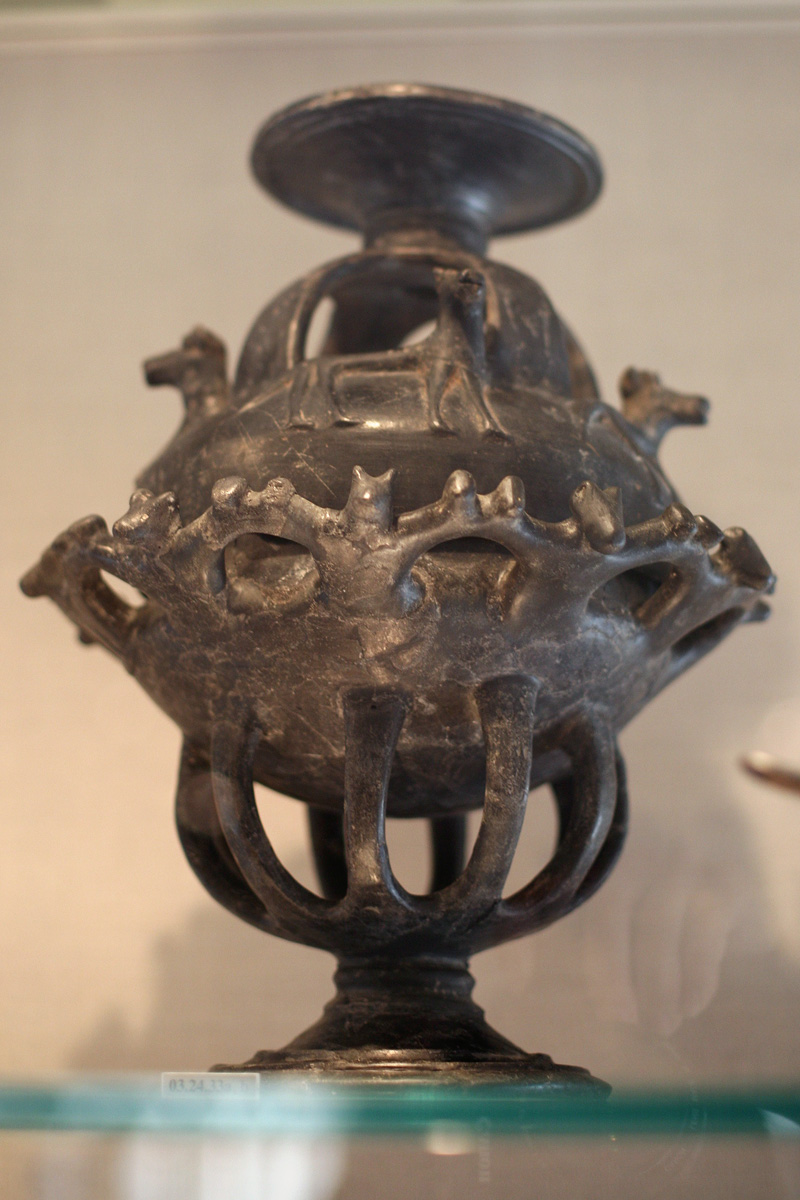
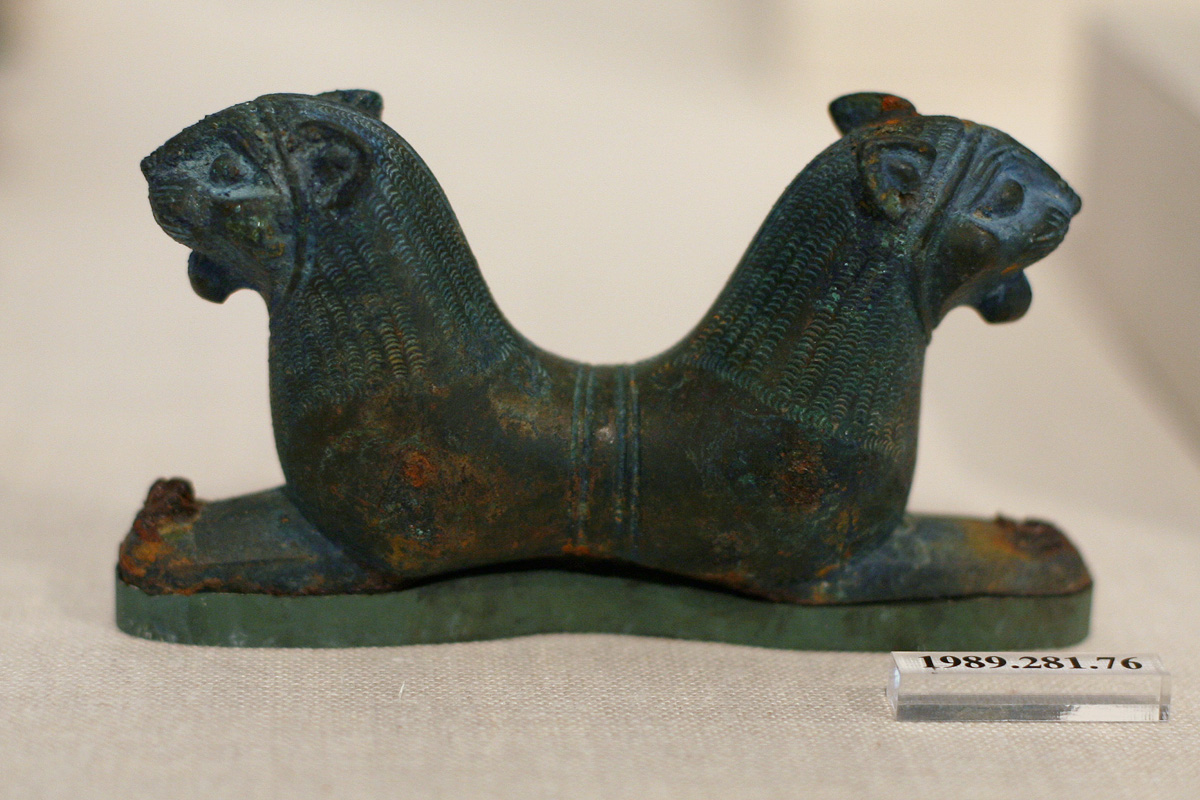
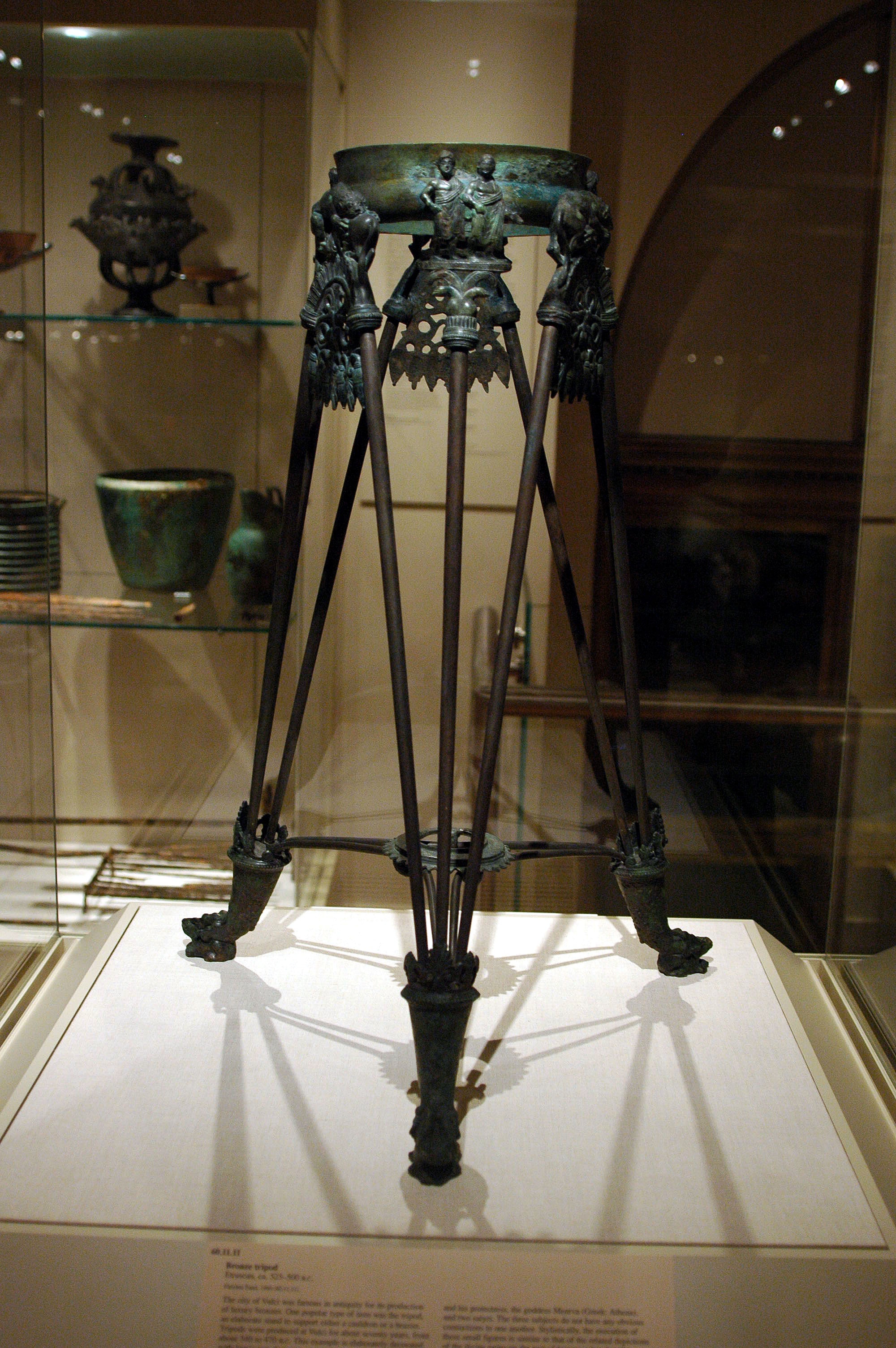

### Bestiaire fantastique

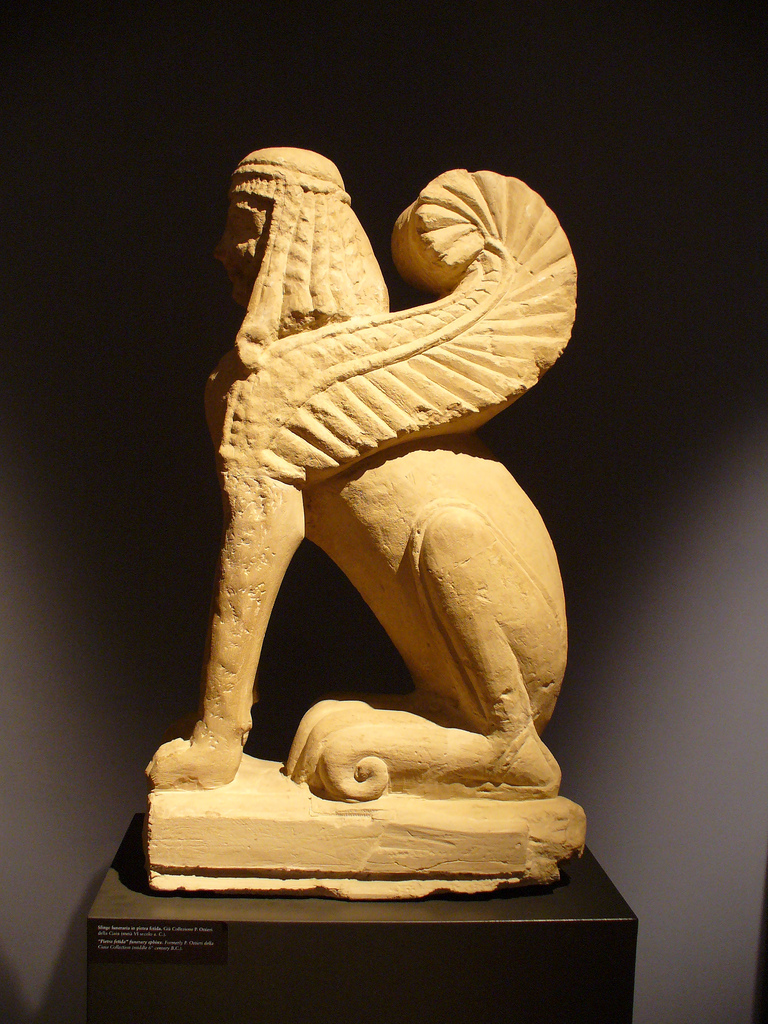
Sphinge de Chiusi

- Brûle-parfum : corps d'oiseau, têtes de cerf, le tout monté sur roues (Tarquinia)
- Chimère d'Arezzo
- Chevaux ailés de Tarquinia
- Chariot en bronze à têtes d'animaux
- Sphinge de Chiusi.

## Mixte
- Homme au travail : araire d'Arezzo (bronze)
- Homme à cheval : cavaliers de la tombe Querciola
- Cavalier marin (homme chevauchant un hippocampe) : Le Cavalier marin de la Villa Giulia